# فلوريان يوزيفزون
فلوريان يوزيفزون (بالهولندية: Florian Jozefzoon) (9 فبراير 1991 فرنسا - ) هو لاعب كرة قدم هولندي، يلعب كمهاجم.

## وصلات خارجية
فلوريان يوزيفزون على موقع الاتحاد الأوربي (الإنجليزية)
- فلوريان يوزيفزون على موقع اتحاد تركيا (لاعب) (الإنجليزية)
- فلوريان يوزيفزون على موقع قاعدة بيانات كرة القدم.إي يو (الإنجليزية)
- فلوريان يوزيفزون على موقع ليكيب (الفرنسية)
- فلوريان يوزيفزون على موقع ناشيونال فوتبول تيمز (الإنجليزية)
- فلوريان يوزيفزون على موقع Soccerbase.com (لاعب) (الإنجليزية)
- فلوريان يوزيفزون على موقع Soccerway.com (الإنجليزية)
- فلوريان يوزيفزون على موقع عالم كرة القدم.نت (الإنجليزية)
- فلوريان يوزيفزون على موقع AS.com (الإسبانية)